# Fouad el-Kaam
Fouad el-Kaam (né le 27 mai 1988) est un athlète marocain, spécialiste du demi-fond.

## Carrière
Il remporte lors des Jeux de la Francophonie 2009, une médaille d'argent sur 1 500 mètres. 
En juin 2011, il est disqualifié pour dopage à un stimulant, la Methylhexaneamine, pour une période de six mois.
Médaillé d'or sur 1 500 mètres aux Championnats panarabes d'athlétisme 2015 et aux Jeux mondiaux militaires de 2015, il est sacré champion d'Afrique 2016 sur cette même distance, en 3 min 39 s 49, devant le Kényan Timothy Cheruiyot.

## Palmarès
| Date | Compétition                   | Lieu         | Résultat | Épreuve | Temps         |
| ---- | ----------------------------- | ------------ | -------- | ------- | ------------- |
| 2006 | Championnats du monde juniors | Pékin        | 6e       | 1 500 m | 3 min 42 s 59 |
| 2009 | Jeux de la Francophonie       | Beyrouth     | 2e       | 1 500 m | 3 min 51 s 85 |
| 2012 | Championnats d'Afrique        | Porto Novo   | 7e       | 1 500 m | 3 min 39 s 90 |
| 2013 | Jeux de la Francophonie       | Nice         | 3e       | 1 500 m | 3 min 57 s 91 |
| 2014 | Championnats d'Afrique        | Marrakech    | 8e       | 1 500 m | 3 min 44 s 99 |
| 2015 | Championnats panarabes        | Madinat 'Isa | 1er      | 1 500 m | 3 min 46 s 54 |
| 2015 | Jeux mondiaux militaires      | Mungyeong    | 1er      | 1 500 m | 3 min 44 s 79 |
| 2016 | Championnats d'Afrique        | Durban       | 1er      | 1 500 m | 3 min 39 s 49 |
| 2017 | Jeux de la Francophonie       | Abidjan      | 1er      | 1 500 m | 3 min 46 s 42 |
| 2018 | Jeux méditerranéens           | Tarragone    | 3e       | 1 500 m | 3 min 37 s 78 |
| 2019 | Championnats panarabes        | Le Caire     | 3e       | 800 m   | 1 min 51 s 37 |

## Records
| Épreuve | Épreuve   | Temps         | Lieu      | Date            |
| ------- | --------- | ------------- | --------- | --------------- |
| 800 m   | Plein air | 1 min 47 s 20 | Liège     | 16 juillet 2014 |
| 800 m   | En salle  | 1 min 49 s 78 | Kirchberg | 29 janvier 2011 |
| 1 500 m | Plein air | 3 min 33 s 71 | Oordegem  | 6 juillet 2013  |
| 1 500 m | En salle  | 3 min 37 s 30 | Stockholm | 6 février 2014  |

## Vie privée
Il est marié à l'athlète Rababe Arafi.